# Europaspiele 2015/Teilnehmer (Serbien)
| Gelbes Symbol für Goldmedaillen mit stilisierten Olympischen Ringen | Graues Symbol für Silbermedaillen mit stilisierten Olympischen Ringen | Braundes Symbol für Bronzemedaillen mit stilisierten Olympischen Ringen |
| ------------------------------------------------------------------- | --------------------------------------------------------------------- | ----------------------------------------------------------------------- |
| 8                                                                   | 4                                                                     | 4                                                                       |

Serbien nahm in Baku an den Europaspielen 2015 teil. Vom Serbischen Olympischen Comité wurden 132 Athleten in 20 Sportarten nominiert. Fahnenträger war die Taekwondoin Milica Mandić.

## Badminton
| Athleten     | Wettbewerb | Gruppenphase    | Gruppenphase       | Gruppenphase | Gruppenphase | Achtelfinale | Achtelfinale | Viertelfinale | Viertelfinale | Halbfinale | Halbfinale | Finale | Finale   | Rang |
| Athleten     | Wettbewerb | Gegner          | Ergebnis           | Punkte       | Rang         | Gegner       | Ergebnis     | Gegner        | Ergebnis      | Gegner     | Ergebnis   | Gegner | Ergebnis | Rang |
| ------------ | ---------- | --------------- | ------------------ | ------------ | ------------ | ------------ | ------------ | ------------- | ------------- | ---------- | ---------- | ------ | -------- | ---- |
| Männer       |            |                 |                    |              |              |              |              |               |               |            |            |        |          |      |
| Igor Bjelan  | Einzel     | Petr Koukal     | 21:6, 21:13        | 0            | 4            | –            | –            | –             | –             | –          | –          | –      | –        |      |
| Igor Bjelan  | Einzel     | Mathias Bonny   | 16:21, 16:21       | 0            | 4            | –            | –            | –             | –             | –          | –          | –      | –        |      |
| Igor Bjelan  | Einzel     | Emre Vural      | 10:21, 21:17, 9:21 | 0            | 4            | –            | –            | –             | –             | –          | –          | –      | –        |      |
| Frauen       |            |                 |                    |              |              |              |              |               |               |            |            |        |          |      |
| Milica Simić | Einzel     | Line Kjærsfeldt | 7:21, 10:21        | 0            | 4            | –            | –            | –             | –             | –          | –          | –      | –        |      |
| Milica Simić | Einzel     | Sónia Gonçalves | 16:21, 15:21       | 0            | 4            | –            | –            | –             | –             | –          | –          | –      | –        |      |
| Milica Simić | Einzel     | Clara Azurmendi | 11:21, 10:21       | 0            | 4            | –            | –            | –             | –             | –          | –          | –      | –        |      |

## Basketball 3x3
| Athleten                                              | Gruppenphase                                   | Achtelfinale | Achtelfinale | Viertelfinale | Viertelfinale | Halbfinale | Halbfinale | Finale/Spiel um Bronze | Finale/Spiel um Bronze | Rang   |
| Athleten                                              | Gruppenphase                                   | Gegner       | Ergebnis     | Gegner        | Ergebnis      | Gegner     | Ergebnis   | Gegner                 | Ergebnis               | Rang   |
| ----------------------------------------------------- | ---------------------------------------------- | ------------ | ------------ | ------------- | ------------- | ---------- | ---------- | ---------------------- | ---------------------- | ------ |
| Männer                                                |                                                |              |              |               |               |            |            |                        |                        |        |
| Marko Savić Dušan Bulut Marko Ždero Dejan Majstorović | Italien 21:14 Estland 18:17 Griechenland 22:17 | Türkei       | 21:13        | Litauen       | 17:11         | Spanien    | 9:16       | Slowenien              | 21:14                  | Bronze |

## Bogenschießen
| Athleten          | Wettbewerb | Platzierungsrunde | Platzierungsrunde | 1. Runde (64er)   | 1. Runde (64er) | 2. Runde (32er) | 2. Runde (32er) | Achtelfinale | Achtelfinale | Viertelfinale | Viertelfinale | Halbfinale | Halbfinale | Finale | Finale   | Rang  |
| Athleten          | Wettbewerb | Ringe             | Rang              | Gegner            | Ergebnis        | Gegner          | Ergebnis        | Gegner       | Ergebnis     | Gegner        | Ergebnis      | Gegner     | Ergebnis   | Gegner | Ergebnis | Rang  |
| ----------------- | ---------- | ----------------- | ----------------- | ----------------- | --------------- | --------------- | --------------- | ------------ | ------------ | ------------- | ------------- | ---------- | ---------- | ------ | -------- | ----- |
| Männer            |            |                   |                   |                   |                 |                 |                 |              |              |               |               |            |            |        |          |       |
| Dragan Svilanović | Einzel     | 593               | 61                | Heorhij Iwanyzkyj | 4 : 6           | –               | –               | –            | –            | –             | –             | –          | –          | –      | –        | 33–64 |

## Boxen
| Athleten            | Wettbewerb              | 1. Runde (32er)     | 1. Runde (32er) | Achtelfinale   | Achtelfinale | Viertelfinale | Viertelfinale | Halbfinale | Halbfinale | Finale | Finale   | Rang |
| Athleten            | Wettbewerb              | Gegner              | Ergebnis        | Gegner         | Ergebnis     | Gegner        | Ergebnis      | Gegner     | Ergebnis   | Gegner | Ergebnis | Rang |
| ------------------- | ----------------------- | ------------------- | --------------- | -------------- | ------------ | ------------- | ------------- | ---------- | ---------- | ------ | -------- | ---- |
| Männer              |                         |                     |                 |                |              |               |               |            |            |        |          |      |
| Aleksandar Drenovak | Mittelgewicht bis 75 kg | Salvatore Cavallaro | 0:3             | –              | –            | –             | –             | –          | –          | –      | –        |      |
| Frauen              |                         |                     |                 |                |              |               |               |            |            |        |          |      |
| Jelena Jelić        | Leichtgewicht bis 60 kg | Vivien Csombor      | 2:0             | Tasheena Bugar | 0:3          | –             | –             | –          | –          | –      | –        |      |

## Fechten
| Athleten     | Wettbewerb   | Gruppenphase | Gruppenphase | 1. Runde (32er) | 1. Runde (32er) | Achtelfinale | Achtelfinale | Viertelfinale | Viertelfinale | Halbfinale / Klassifikation | Halbfinale / Klassifikation | Finale / Platzierung | Finale / Platzierung | Rang |
| Athleten     | Wettbewerb   | Bilanz       | Platzierung  | Gegner          | Ergebnis        | Gegner       | Ergebnis     | Gegner        | Ergebnis      | Gegner                      | Ergebnis                    | Gegner               | Ergebnis             | Rang |
| ------------ | ------------ | ------------ | ------------ | --------------- | --------------- | ------------ | ------------ | ------------- | ------------- | --------------------------- | --------------------------- | -------------------- | -------------------- | ---- |
| Frauen       |              |              |              |                 |                 |              |              |               |               |                             |                             |                      |                      |      |
| Romana Caran | Degen Einzel | 2:4 Siege    | 5            | Anna Kun        | 7:15            | –            | –            | –             | –             | –                           | –                           | –                    | –                    |      |

## Judo
| Athleten           | Wettbewerb         | 1. Runde | 1. Runde | 2. Runde             | 2. Runde  | Achtelfinale         | Achtelfinale | Viertelfinale  | Viertelfinale | Hoffnungsrunde Halbfinale | Hoffnungsrunde Halbfinale | Halbfinale | Halbfinale | Hoffnungsrunde Finale | Hoffnungsrunde Finale | Finale / Kampf um Bronze | Finale / Kampf um Bronze | Rang |
| Athleten           | Wettbewerb         | Gegner   | Ergebnis | Gegner               | Ergebnis  | Gegner               | Ergebnis     | Gegner         | Ergebnis      | Gegner                    | Ergebnis                  | Gegner     | Ergebnis   | Gegner                | Ergebnis              | Gegner                   | Ergebnis                 | Rang |
| ------------------ | ------------------ | -------- | -------- | -------------------- | --------- | -------------------- | ------------ | -------------- | ------------- | ------------------------- | ------------------------- | ---------- | ---------- | --------------------- | --------------------- | ------------------------ | ------------------------ | ---- |
| Männer             |                    |          |          |                      |           |                      |              |                |               |                           |                           |            |            |                       |                       |                          |                          |      |
| Ilija Ciganović    | Klasse bis 66 kg   | –        | –        | Dsmitryj Scherschan  | 0001-0100 | –                    | –            | –              | –             | –                         | –                         | –          | –          | –                     | –                     | –                        | –                        |      |
| Marko Vukićević    | Klasse bis 66 kg   | –        | –        | Kamal Chan-Magomedow | 0001-0101 | –                    | –            | –              | –             | –                         | –                         | –          | –          | –                     | –                     | –                        | –                        |      |
| Ljubiša Kovačević  | Klasse bis 73 kg   | –        | –        | Tommy Macias         | 0100-0000 | Nugsar Tatalaschwili | 0002-1002    | –              | –             | –                         | –                         | –          | –          | –                     | –                     | –                        | –                        |      |
| Nemanja Majdov     | Klasse bis 81 kg   | –        | –        | Alan Chubezow        | 0002-1002 | –                    | –            | –              | –             | –                         | –                         | –          | –          | –                     | –                     | –                        | –                        |      |
| Dmitri Gerasimenko | Klasse bis 90 kg   | –        | –        | David Klammert       | 0102-0002 | Beka Ghwiniaschwili  | 000-0100     | –              | –             | –                         | –                         | –          | –          | –                     | –                     | –                        | –                        |      |
| Aleksandar Kukolj  | Klasse bis 90 kg   | –        | –        | Aleksandr Marmeljuk  | 0100-0001 | Kedschau Njabali     | 0100-0001    | Krisztian Toth | 0001-1011     | Ilias Iliadis             | 0003-0002                 | –          | –          | –                     | –                     | –                        | –                        | 7    |
| Stefan Jurišić     | Klasse bis 100 kg  | –        | –        | Domenico Di Guida    | 0000-0100 | –                    | –            | –              | –             | –                         | –                         | –          | –          | –                     | –                     | –                        | –                        |      |
| Božidar Božinić    | Klasse über 100 kg | –        | –        | Burak Serbest        | 0101-0000 | Renat Saidow         | 0000-0100    | –              | –             | –                         | –                         | –          | –          | –                     | –                     | –                        | –                        |      |
| Frauen             |                    |          |          |                      |           |                      |              |                |               |                           |                           |            |            |                       |                       |                          |                          |      |
| Jovana Rogić       | Klasse bis 57 kg   | –        | –        | Kifayət Qasımova     | 0002-0003 | Telma Monteiro       | 0003-0002    | –              | –             | –                         | –                         | –          | –          | –                     | –                     |                          |                          |      |

## Kanu
| Athleten                                                                 | Wettbewerb | Vorlauf    | Vorlauf | Halbfinale | Halbfinale | Finale     | Finale | Rang   |
| Athleten                                                                 | Wettbewerb | Zeit (min) | Rang    | Zeit (min) | Rang       | Zeit (min) | Rang   | Rang   |
| ------------------------------------------------------------------------ | ---------- | ---------- | ------- | ---------- | ---------- | ---------- | ------ | ------ |
| Männer                                                                   |            |            |         |            |            |            |        |        |
| Marko Dragosavljević                                                     | K1 200 m   | 0:35,309   | 3       | 0:34,881   | 1          | 0:35,842   | 3      | Bronze |
| Marko Tomićević                                                          | K1 1000 m  | 3:41,142   | 2       | 3:24,651   | 3          | 3:35,132   | 8      | 8      |
| Milenko Zorić                                                            | K1 5000 m  | –          | –       | –          | –          | 21:46,941  | 11     | 11     |
| Nebojša Grujić Marko Novaković                                           | K2 200 m   | 0:35,582   | 1       | –          | –          | 0:31,910   | 1      | Gold   |
| Simo Boltić Vladimir Torubarov                                           | K2 1000 m  | 3:22,381   | 9       | –          | –          | –          | –      |        |
| Simo Boltić Vladimir Torubarov Ervin Holpert Dejan Terzić                | K4 1000 m  | 2:42,417   | 4       | 2:50,640   | 2          | 3:10,740   | 6      | 6      |
| Frauen                                                                   |            |            |         |            |            |            |        |        |
| Nikolina Moldovan                                                        | K1 200 m   | 0:41,903   | 4       | 0:39,653   | 7          | 0:42,007   | 5      | 5      |
| Nikolina Moldovan                                                        | K1 500 m   | 1:54,999   | 3       | 1:47,856   | 1          | 2:08,447   | 7      | 7      |
| Nikolina Moldovan                                                        | K1 5000 m  | DNS        | DNS     | DNS        | DNS        | DNS        | DNS    |        |
| Olivera Moldovan Nikolina Moldovan                                       | K2 200 m   | 0:37,274   | 1       | –          | –          | 0:37,699   | 2      | Silber |
| Dalma Ružičić-Benedek Milica Starović                                    | K2 500 m   | 1:38,191   | 1       | –          | –          | 1:49,904   | 1      | Gold   |
| Dalma Ružičić-Benedek Milica Starović Olivera Moldovan Nikolina Moldovan | K4 500 m   | 1:34,019   | 2       | –          | –          | 1:34,398   | 5      | 5      |

## Karate
| Athleten           | Wettbewerb        | Gruppenphase                                               | Gruppenphase | Halbfinale   | Halbfinale | Finale             | Finale   | Rang |
| Athleten           | Wettbewerb        | Gegner                                                     | Ergebnis     | Gegner       | Ergebnis   | Gegner             | Ergebnis | Rang |
| ------------------ | ----------------- | ---------------------------------------------------------- | ------------ | ------------ | ---------- | ------------------ | -------- | ---- |
| Männer             |                   |                                                            |              |              |            |                    |          |      |
| Marko Antić        | Kumite bis 60 kg  | Sofiane Agoudjil Jewgeni Plachutin Emil Pavlov             | 1:0 2:0 0:0  | Luca Maresca | 2:6        | Emil Pavlov        | 0:2      | 4    |
| Slobodan Bitević   | Kumite über 84 kg | Filipe Reis Moreno Sheppard Jonathan Horne                 | 2:1 1:0 0:3  | Enes Erkan   | 1:2        | Martin Nestorovski | 0:8      | 4    |
| Frauen             |                   |                                                            |              |              |            |                    |          |      |
| Branka Aranđelović | Kumite bis 55 kg  | Christina Ferrer Garcia Emilie Thouy Bettina Alstadsaether | 0:1 0:3 4:0  | –            | –          | –                  | –        |      |

## Radsport

### Mountainbike
| Athleten         | Wettbewerb    | Zeit (h)   | Rang |
| ---------------- | ------------- | ---------- | ---- |
| Frauen           |               |            |      |
| Jovana Crnogorac | Cross-Country | Überrundet | 19   |

### Straße
| Athleten            | Wettbewerb      | Zeit       | Rang |
| ------------------- | --------------- | ---------- | ---- |
| Männer              |                 |            |      |
| Miloš Borisavljević | Straßenrennen   |            | DNF  |
| Gabor Kasa          | Straßenrennen   |            | DNF  |
| Gabor Kasa          | Einzelzeitfahrt | 1:08:55,55 | 34   |

## Ringen
| Athleten                         | Wettbewerb       | 1. Runde            | 1. Runde | Achtelfinale               | Achtelfinale | Viertelfinale      | Viertelfinale | Halbfinale      | Halbfinale | Hoffnungsrunde Viertelfinale | Hoffnungsrunde Viertelfinale | Hoffnungsrunde Halbfinale | Hoffnungsrunde Halbfinale | Hoffnungsrunde Finale | Hoffnungsrunde Finale | Finale           | Finale   | Rang   |
| Athleten                         | Wettbewerb       | Gegner              | Ergebnis | Gegner                     | Ergebnis     | Gegner             | Ergebnis      | Gegner          | Ergebnis   | Gegner                       | Ergebnis                     | Gegner                    | Ergebnis                  | Gegner                | Ergebnis              | Gegner           | Ergebnis | Rang   |
| -------------------------------- | ---------------- | ------------------- | -------- | -------------------------- | ------------ | ------------------ | ------------- | --------------- | ---------- | ---------------------------- | ---------------------------- | ------------------------- | ------------------------- | --------------------- | --------------------- | ---------------- | -------- | ------ |
| griechisch-römischer Stil Männer |                  |                     |          |                            |              |                    |               |                 |            |                              |                              |                           |                           |                       |                       |                  |          |        |
| Kristijan Fris                   | Klasse bis 59 kg | Jani Haapamäki      | 1:3      | –                          | –            | –                  | –             | –               | –          | –                            | –                            | –                         | –                         | –                     | –                     | –                | –        |        |
| Aleksandar Maksimović            | Klasse bis 66 kg | Marius Thommesen    | 3:0      | Abdulsamet Ugurli          | 5:0          | Mihran Harutjunjan | 1:4           | –               | –          | –                            | –                            | Ismael Navarro Sanchez    | 3:0                       | Həsən Əliyev          | 0:3                   | –                | –        | 5      |
| Mate Nemeš                       | Klasse bis 71 kg | –                   | –        | Juri Denissow              | 1:3          | –                  | –             | –               | –          | –                            | –                            | –                         | –                         | –                     | –                     | –                | –        |        |
| Viktor Nemeš                     | Klasse bis 75 kg | Christoffer Nilsson | 3:0      | Ciro Russo                 | 4:0          | Pascal Eisele      | 3:1           | Dmytro Pyschkow | 3:1        | –                            | –                            | –                         | –                         | –                     | –                     | Elvin Mürsəliyev | 3:1      | Silber |
| Petar Balo                       | Klasse bis 80 kg | –                   | –        | Alexander Jersgren         | 0:3          | -                  | -             | -               | -          | -                            | -                            | -                         | -                         | -                     | -                     | -                | -        |        |
| Dejan Franjković                 | Klasse bis 85 kg | Schan Belenjuk      | 0:4      | –                          | –            | –                  | –             | –               | –          | Attila Tamas                 | 0:5                          | –                         | –                         | –                     | –                     | –                | –        |        |
| Freistil Männer                  |                  |                     |          |                            |              |                    |               |                 |            |                              |                              |                           |                           |                       |                       |                  |          |        |
| Zaur Efendiev                    | Klasse bis 70 kg | –                   | –        | Magomedrasul Gazimagomedow | 1:3          | –                  | –             | –               | –          | –                            | –                            | Evgheni Nedealco          | 5:0                       | Yakup Gör             | 1:4                   | –                | –        | 5      |

## Sambo
| Athleten      | Wettbewerb       | Viertelfinale   | Viertelfinale | Hoffnungsrunde Halbfinale | Hoffnungsrunde Halbfinale | Halbfinale      | Halbfinale | Hoffnungsrunde Finale | Hoffnungsrunde Finale | Finale / Kampf um Bronze | Finale / Kampf um Bronze | Rang |
| Athleten      | Wettbewerb       | Gegner          | Ergebnis      | Gegner                    | Ergebnis                  | Gegner          | Ergebnis   | Gegner                | Ergebnis              | Gegner                   | Ergebnis                 | Rang |
| ------------- | ---------------- | --------------- | ------------- | ------------------------- | ------------------------- | --------------- | ---------- | --------------------- | --------------------- | ------------------------ | ------------------------ | ---- |
| Frauen        |                  |                 |               |                           |                           |                 |            |                       |                       |                          |                          |      |
| Ivana Jandrić | Klasse bis 68 kg | Natalia Repesco | 4:0           | –                         | –                         | Olga Sacharzowa | 4:0        | –                     | –                     | Wolha Namasawa           | 2:0                      | Gold |

## Schießen
| Athleten                          | Klasse  | Wettbewerb                           | Qualifikation   | Qualifikation | Finale          | Finale | Rang |
| Athleten                          | Klasse  | Wettbewerb                           | Ringe/ Scheiben | Rang          | Ringe/ Scheiben | Rang   | Rang |
| --------------------------------- | ------- | ------------------------------------ | --------------- | ------------- | --------------- | ------ | ---- |
| Männer                            |         |                                      |                 |               |                 |        |      |
| Stevan Pletikosić                 | Gewehr  | Luftgewehr 10 m                      | 618,5           | 30            | –               | –      |      |
| Milutin Stefanović                | Gewehr  | Luftgewehr 10 m                      | 622,8           | 17            | –               | –      |      |
| Nemanja Mirosavljev               | Gewehr  | Kleinkaliber Dreistellungskampf 50 m | 1146            | 17            | –               | –      |      |
| Nemanja Mirosavljev               | Gewehr  | Kleinkaliber liegend 50 m            | 614,0           | 16            | –               | –      |      |
| Milenko Sebić                     | Gewehr  | Kleinkaliber Dreistellungskampf 50 m | 1146            | 17            | –               | –      |      |
| Milenko Sebić                     | Gewehr  | Kleinkaliber liegend 50 m            | 614,3           | 14            | –               | –      |      |
| Dimitrije Grgić                   | Pistole | Luftpistole 10 m                     | 576             | 16            | –               | –      |      |
| Damir Mikec                       | Pistole | Luftpistole 10 m                     | 579             | 8             | 201,8           | 1      | Gold |
| Damir Mikec                       | Pistole | Freie Pistole 50 Meter               | 567             | 1             | 192             | 1      | Gold |
| Andrija Zlatić                    | Pistole | Freie Pistole 50 Meter               | 522             | 29            | –               | –      |      |
| Frauen                            |         |                                      |                 |               |                 |        |      |
| Andrea Arsović                    | Gewehr  | Luftgewehr 10 m                      | 415,9           | 4             | 207,8           | 1      | Gold |
| Andrea Arsović                    | Gewehr  | Kleinkaliber Dreistellungskampf 50 m | 576             | 20            | –               | –      |      |
| Ivana Maksimović                  | Gewehr  | Luftgewehr 10 m                      | 415,7           | 6             | 123,1           | 6      | 6    |
| Ivana Maksimović                  | Gewehr  | Kleinkaliber Dreistellungskampf 50 m | 579             | 8             | 430,4           | 4      | 4    |
| Zorana Arunović                   | Pistole | Luftpistole 10 m                     | 388             | 4             | 199,5           | 1      | Gold |
| Zorana Arunović                   | Pistole | Sportpistole 25 m                    | 575             | 18            | –               | –      |      |
| Bobana Veličković                 | Pistole | Luftpistole 10 m                     | 379             | 14            | –               | –      |      |
| Jasna Šekarić                     | Pistole | Sportpistole 25 m                    | 575             | 17            | –               | –      |      |
| Mixed                             |         |                                      |                 |               |                 |        |      |
| Milutin Stefanović Andrea Arsović | Gewehr  | Luftgewehr 10 m                      | 518             | 7             | 247,5           | 2      | 4    |
| Dimitrije Grgić Bobana Veličković | Pistole | 10 Meter Luftpistole                 | 481             | 2             | –               | –      |      |

## Taekwondo
| Athleten          | Wettbewerb        | Achtelfinale      | Achtelfinale | Viertelfinale       | Viertelfinale | Hoffnungsrunde Halbfinale | Hoffnungsrunde Halbfinale | Halbfinale        | Halbfinale | Hoffnungsrunde Finale / Bronzekampf | Hoffnungsrunde Finale / Bronzekampf | Finale          | Finale   | Rang   |
| Athleten          | Wettbewerb        | Gegner            | Ergebnis     | Gegner              | Ergebnis      | Gegner                    | Ergebnis                  | Gegner            | Ergebnis   | Gegner                              | Ergebnis                            | Gegner          | Ergebnis | Rang   |
| ----------------- | ----------------- | ----------------- | ------------ | ------------------- | ------------- | ------------------------- | ------------------------- | ----------------- | ---------- | ----------------------------------- | ----------------------------------- | --------------- | -------- | ------ |
| Männer            |                   |                   |              |                     |               |                           |                           |                   |            |                                     |                                     |                 |          |        |
| Miloš Gladović    | Klasse bis 58 kg  | Stepan Dimitrov   | 8:7          | Rui Bragança        | 7:13          | Görkem Sezer              | 9:8                       | –                 | –          | Levent Tuncat                       | 1:6                                 | –               | –        | 5      |
| Damir Fejzić      | Klasse bis 80 kg  | Milad Beigi       | 0:12         | –                   | –             | Lutalo Muhammad           | 7:8                       | –                 | –          | –                                   | –                                   | –               | –        | 7      |
| Frauen            |                   |                   |              |                     |               |                           |                           |                   |            |                                     |                                     |                 |          |        |
| Tijana Bogdanović | Klasse bis 49 kg  | Indra Craena      | 9:5          | Lucija Zaninović    | 2:1           | –                         | –                         | Patimat Abakarova | 7:6        | –                                   | –                                   | Charlie Maddock | 9:10     | Silber |
| Dragana Gladović  | Klasse bis 57 kg  | Günay Ağakişiyeva | 8:4          | Ana Zaninović       | 1:14          | Jekaterina Kim            | 1:14                      | –                 | –          | Nikita Glasnovic                    | 0:7                                 | –               | –        | 5      |
| Ana Bajić         | Klasse bis 67 kg  | Nur Tatar         | 3:5          | –                   | –             | –                         | –                         | –                 | –          | –                                   | –                                   | –               | –        |        |
| Milica Mandić     | Klasse über 67 kg | Anđela Popović    | 11:1         | Rosanna Simon Alamo | 12:3          | –                         | –                         | Maryna Konjewa    | 15:1       | –                                   | –                                   | Gwladys Épangue | 8:9      | Silber |

## Tischtennis
| Athleten                                         | Wettbewerb | 1. Runde             | 1. Runde | 2. Runde        | 2. Runde | Achtelfinale | Achtelfinale | Viertelfinale | Viertelfinale | Halbfinale | Halbfinale | Finale/Spiel um Platz 3 | Finale/Spiel um Platz 3 | Rang |
| Athleten                                         | Wettbewerb | Gegner               | Ergebnis | Gegner          | Ergebnis | Gegner       | Ergebnis     | Gegner        | Ergebnis      | Gegner     | Ergebnis   | Gegner                  | Ergebnis                | Rang |
| ------------------------------------------------ | ---------- | -------------------- | -------- | --------------- | -------- | ------------ | ------------ | ------------- | ------------- | ---------- | ---------- | ----------------------- | ----------------------- | ---- |
| Männer                                           |            |                      |          |                 |          |              |              |               |               |            |            |                         |                         |      |
| Aleksandar Karakašević                           | Einzel     | Wang Yang            | 3:4      | –               | –        | –            | –            | –             | –             | –          | –          | –                       | –                       |      |
| Frauen                                           |            |                      |          |                 |          |              |              |               |               |            |            |                         |                         |      |
| Anamaria Erdelji                                 | Einzel     | Letizia Giardi       | 4:0      | Petrissa Solja  | 2:4      | –            | –            | –             | –             | –          | –          | –                       | –                       |      |
| Gabriela Feher                                   | Einzel     | Katarzyna Grzybowska | 4:2      | Sofia Polcanova | 0:4      | –            | –            | –             | –             | –          | –          | –                       | –                       |      |
| Anamaria Erdelji Gabriela Feher Andrea Todorović | Mannschaft | –                    | –        | –               | –        | Niederlande  | 0:3          | –             | –             | –          | –          | –                       | –                       |      |

## Triathlon
| Athleten          | Wettbewerb | Zeit (h) | Rang |
| ----------------- | ---------- | -------- | ---- |
| Männer            |            |          |      |
| Ognjen Stojanović | Einzel     | 1:51:29  | 18   |

## Turnen

### Geräteturnen
| Athleten                                        | Wettbewerb           | Boden  | Boden | Pauschenpferd | Pauschenpferd | Ringe  | Ringe | Sprung | Sprung | Barren | Barren | Reck   | Reck | Gesamt  | Gesamt |
| Athleten                                        | Wettbewerb           | Punkte | Rang  | Punkte        | Rang          | Punkte | Rang  | Punkte | Rang   | Punkte | Rang   | Punkte | Rang | Punkte  | Rang   |
| ----------------------------------------------- | -------------------- | ------ | ----- | ------------- | ------------- | ------ | ----- | ------ | ------ | ------ | ------ | ------ | ---- | ------- | ------ |
| Männer                                          |                      |        |       |               |               |        |       |        |        |        |        |        |      |         |        |
| Bojan Dejanović Miloš Paunović Petar Veličković | Mehrkampf Mannschaft | 26,866 |       | 25,266        |               | 25,199 |       | 27,533 | 16     | 27,233 |        | 25,999 |      | 158,096 | 20     |

| Athletinnen       | Wettbewerb    | Sprung | Sprung | Stufenbarren | Stufenbarren | Boden  | Boden | Schwebebalken | Schwebebalken | Gesamt | Gesamt |
| Athletinnen       | Wettbewerb    | Punkte | Rang   | Punkte       | Rang         | Punkte | Rang  | Punkte        | Rang          | Punkte | Rang   |
| ----------------- | ------------- | ------ | ------ | ------------ | ------------ | ------ | ----- | ------------- | ------------- | ------ | ------ |
| Frauen            |               |        |        |              |              |        |       |               |               |        |        |
| Aleksandra Rajčić | Qualifikation | 11,066 |        | 12,800       |              | 11,933 |       | 10,300        |               | 46,099 | 59     |

## Volleyball
| Wettbewerb                | Frauen | Männer |
| ------------------------- | --- | --- |
| Athleten                  | Ana Bjelica Bianka Buša Marta Drpa Bojana Živković Tijana Malešević Brankica Mihajlović Slađana Mirković Brižitka Molnar Jelena Nikolić Mina Popović Silvija Popović Milena Rašić Maja Savić Jovana Stevanović | Maksim Buculjević Konstantin Čupković Milorad Kapur Milan Katić Lazar Koprivica Petar Krsmanović Dražen Luburić Mihajlo Mitić Marko Nikolić Dušan Petković Dejan Radić Milan Rašić Goran Škundrić Filip Stoilović |
| Gruppenphase              | Kroatien 3:0 (25:15, 25:17, 25:17) Deutschland 3:1 (26:24, 18:25, 25:15, 25:22) Bulgarien 3:0 (27:25, 25:12, 25:18) Niederlande 2:3 (25:20, 22:25, 28:26, 16:25, 9:15) Russland 3:0 (30:28, 25:14, 25:16)      | Türkei 1:3 (15:25, 25:21, 20:25, 18:25) Aserbaidschan 3:0 (25:22, 25:18, 25:19) Polen 2:3 (25:13, 25:21, 15:25, 23:25, 9:15) Finnland 3:0 (25:16, 28:26, 25:20) Frankreich 2:3 (25:21, 25:7, 23:25, 18:25, 11:15) |
| Viertelfinale             | Belgien 3:2 (25:22, 19:25, 25:14, 21:25, 19:17) | Deutschland 0:3 (24:26, 24:26, 17:25) |
| Halbfinale                | Polen 2:3 (23:25, 25:20, 19:25, 25:22, 12:15) | |
| Finale (Spiel um Platz 3) | Aserbaidschan 3:2 (21:25, 25:19, 17:25, 25:14, 15:9) | |
| Platzierung               | Bronze | 5 |

## Wassersport

### Schwimmen
Hier fanden Junioreneuropameisterschaften statt. Bei den Frauen ist das die U17 (Jahrgang 1999/2000) und bei den Männern die U19 (Jahrgang 1997/98).
| Athleten         | Wettbewerb          | Vorlauf     | Vorlauf | Halbfinale  | Halbfinale | Finale      | Finale | Rang   |
| Athleten         | Wettbewerb          | Zeit        | Rang    | Zeit        | Rang       | Zeit        | Rang   | Rang   |
| ---------------- | ------------------- | ----------- | ------- | ----------- | ---------- | ----------- | ------ | ------ |
| Männer           |                     |             |         |             |            |             |        |        |
| Andrej Barna     | 50 m Freistil       | 23,22 s     | 10      | 22,94 s     | 6          | 22,95 s     | 6      | 6      |
| Andrej Barna     | 100 m Freistil      | 50,50 s     | 2       | 50,54 s     | 5          | 50,65 s     | 8      | 8      |
| Andrej Barna     | 200 m Freistil      | 1:55,07 min | 38      | -           | -          | -           | -      |        |
| Matija Pucarević | 100 m Freistil      | 52,33 s     | 46      | -           | -          | -           | -      |        |
| Matija Pucarević | 50 m Schmetterling  | 25,83 s     | 44      | -           | -          | -           | -      |        |
| Matija Pucarević | 100 m Schmetterling | 56,88 s     | 41      | -           | -          | -           | -      |        |
| Frauen           |                     |             |         |             |            |             |        |        |
| Anja Crevar      | 400 m Freistil      | 4:30,14 min | 31      | -           | -          | -           | -      |        |
| Anja Crevar      | 200 m Lagen         | 2:17,23 min | 3       | 2:16,56 min | 6          | 2:15,92 min | 6      | 6      |
| Anja Crevar      | 400 m Lagen         | 4:50,43 min | 4       | -           | -          | 4:45,84 min | 3      | Bronze |
| Mila Medić       | 50 m Brust          | 33,77 s     | 22      | -           | -          | -           | -      |        |
| Mila Medić       | 100 m Brust         | 1:13,90 min | 25      | -           | -          | -           | -      |        |
| Mila Medić       | 200 m Brust         | 2:39,15 min | 22      | -           | -          | -           | -      |        |

### Wasserball
Hier fanden Jugendwettbewerbe statt. Bei den Wasserballteams waren das die U18-Mannschaften (Jahrgang 1998).
| Wettbewerb    | Frauen | Männer |
| ------------- | --- | --- |
| Athleten      | Isidora Damnjanović Julijana Ilić Nina Josifović Vivien Juhas Janja Kaplarević Lara Luka Andrea Marković Anja Mišković Nađa Novaković Anđela Petrović Teodora Rudić Aleksandra Ružić Ljubica Vojinović | Marko Janković Petar Kasum Jasmin Kolašinac Nikola Lukić Vladan Mitrović Dragoljub Rogač Kristian Šulc Stefan Todorovski Marko Tubić Petar Velkić Matija Vlahović Đorđe Vučinić Uroš Vuković |
| Gruppenphase  | Spanien 4:17 Slowakei 8:9 Italien 4:17 Frankreich 7:9 Russland 3:28 | Slowakei 14:5 Spanien 9:10 Malta 18:3 |
| Viertelfinale | | Italien 8:7 |
| Halbfinale    | | Griechenland 13:12 |
| Finale        | | Spanien 8:7 |
| Platzierung   | 9 | Gold |

### Wasserspringen
Hier fanden die Junioreneuropameisterschaften der U19 (Jahrgang 1997) statt.
| Athleten      | Wettbewerb            | Vorkampf | Vorkampf | Finale | Finale | Rang |
| Athleten      | Wettbewerb            | Punkte   | Rang     | Punkte | Rang   | Rang |
| ------------- | --------------------- | -------- | -------- | ------ | ------ | ---- |
| Männer        |                       |          |          |        |        |      |
| Mihailo Ćurić | Kunstspringen 1 Meter | 325,65   | 28       | -      | -      |      |